# Bavharski potok
Bavharski potok je hudourniški gorski potok, ki izvira na jugozahodnih pobočjih gore Kepa (2139 m) v Karavankah in se izliva v potok Belca, ta pa se pri naselju Belca pri Mojstrani kot levi pritok izliva v Savo Dolinko. 